# Виннету
Винне́ту (нем. Winnetou) — вымышленный вождь племени апачей, главный герой ряда приключенческих книг немецкого писателя Карла Мая.

## Краткое описание персонажа
Виннету, сын  вождя  мескалеро-апачей Инчу-Чуна, верен слову, предан друзьям, отважен, рассудителен и уважаем всеми племенами, даже враждебными команчами.
Превосходный наездник, мастерски владеет всеми видами оружия, особенно  двуствольным Серебряным ружьем  ( Зильбербюхсе ),  приклад которого украшен серебряными заклепками. Скачет верхом на лошади по кличке Ильчи (Ветер).  "Бледнолицый" Старина Крепкая Рука (Олд Шеттерхэнд) -  кровный брат Виннету.  Виртуозный  стрелок-снайпер, в совершенстве владеет  знаменитыми винтовками, Bärentöter (Убийца медведей) и Henrystutzen (Карабин Генри)
Виннету по убеждениям фаталист и верит, что всё на свете предопределено Маниту.

## Книги о Виннету

### Ранние
- Сын Охотника на медведей (1887—1888) — повесть
- Дух Льяно-Эстакадо (1888—1890) — повесть
- Сокровище Серебряного озера
- Сатана и Искариот
- Нефтяной принц

### Трилогия
- Виннету
- Белый брат Виннету
- Золото Виннету

### Другие
- Олд Шурхэнд / Верная рука (1894—1896)
- Полукровка / Чёрный мустанг
- Наследники Виннету (1910—1914)

## Персонаж в изобразительном искусстве

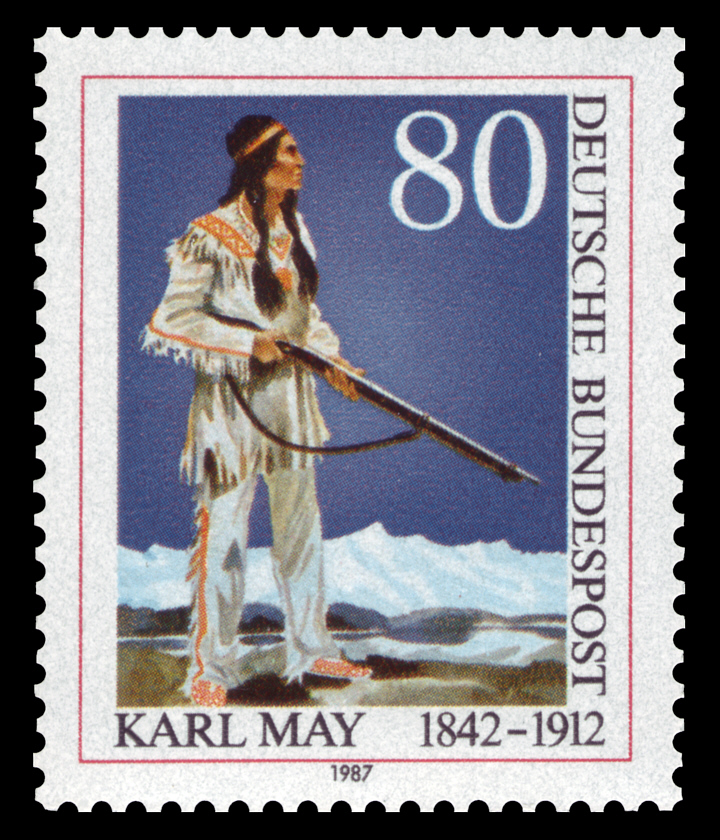
Немецкая марка 1987 года с изображением Виннету к 75-й годовщине смерти Карла Мая

Множество европейских живописцев написали портреты Виннету, среди них:
- Немецкий художник Клаус Диль[нем.] в «Мире Виннету».
- Немецкий художник Отмар Комарек в своей галерее работ, посвящённых Виннету[4].
- Немецкий художник Мик Матес в своей галерее.
- Испанский художник Хуан Арранс[исп.] нарисовал комикс о приключениях Виннету[5].
- Американской компанией «Big Jim» производятся кукольные игрушки Виннету[6].

## Фильмы о Виннету
В роли Виннету — Пьер Брис
- 1962 — «Сокровища Серебряного озера».
- 1963 — «Виннету. Часть 1» (в советском прокате — «Виннету — сын Инчу-чуна: 1 серия, Хищники из Россвеля», в американском прокате — «Золото Апачей»).
- 1963 — «Виннету — сын Инчу-чуна: Трубка мира» («Виннету — сын Инчу-чуна: 2-я серия, трубка мира», в американском прокате «Последний отступник»).
- 1963 — «Виннету — вождь апачей».
- 1964 — «Среди коршунов».
- 1965 — «Виннету — сын Инчу-чуна 3-й фильм, «След отчаянного человека».
- 1965 — «Нефтяной принц».
- 1965 — «Олд Шурхэнд. Часть 1» (в советском прокате — «Верная Рука — друг индейцев», в американском прокате — «Пылающий фронтир»).
- 1966 — «Виннету и полукровка Аппаначи».
- 1966 — «Громовержец и Виннету» (другое название, «Виннету и его друг Огненная Рука»).
- 1969 — «Виннету в долине смерти».
- 1998 — «Возвращение Виннету», части 1 и 2.

В роли Виннету (ТВ) — Гойко Митич
- 2002 — «Фестиваль Карла Мая: Долина смерти» (нем. Karl-May-Spiele: Im Tal des Todes).
- 2003 — «Старина Шурхэнд» (нем. Karl-May-Spiele: Old Surehand).
- 2004 — нем. Karl-May-Spiele: Unter Geiern — Der Sohn des Bärenjägers.
- 2005 — «Фестиваль Карла Мая: Виннету и секрет крепости» (нем. Karl-May-Spiele: Winnetou und das Geheimnis der Felsenburg).
- 2006 — «Виннету» (нем. Karl-May-Spiele: Winnetou).

В роли Виннету (ТВ) — Ник Джелилай
- «Виннету и Олд Шаттерхенд» (нем. Winnetou – Der Mythos lebt):
  - 2016 — «Winnetou – Eine neue Welt».
  - 2016 — «Winnetou – Das Geheimnis vom Silbersee».
  - 2016 — «Winnetou – Der letzte Kampf».

## Критика
В XXI веке звучит критика в адрес персонажа, особенно в современных постановках, поскольку образ транслирует стереотипное колониальное представление о коренных американцах и отдаёт культурной апроприацией. Опасаясь общественного порицания, в 2022 году издательский дом «Равенсбургер» отказался от издания книг для детей.